# Entolasia
Entolasia es un género de plantas herbáceas perteneciente a la familia de las poáceas. Es originario de África tropical y Australia. Comprende 6 especies descritas y de estas, solo 5  aceptadas.

## Taxonomía
El género fue descrito por Otto Stapf y publicado en Flora of Tropical Africa 9: 739. 1920.

## Especies aceptadas
A continuación se brinda un listado de las especies del género Entolasia aceptadas hasta abril de 2014, ordenadas alfabéticamente. Para cada una se indica el nombre binomial seguido del autor, abreviado según las convenciones y usos. 
- Entolasia imbricata Stapf
- Entolasia marginata (R. Br.) Hughes
- Entolasia olivacea Stapf
- Entolasia stricta (R. Br.) Hughes
- Entolasia whiteana C.E. Hubb.